# James Starley

James Starley, staty i Coventry.

James Starley,  född 21 april 1830 i Albourne, Sussex, död 17 juni 1881 i Coventry, var en engelsk industriman och uppfinnare.
Starley fick anställning i en symaskinsfirma i London, där han snart visade prov på sin uppfinningsförmåga genom betydande tekniska förbättringar. År 1857 flyttade han till Coventry, som tack vare det av honom grundlagda Coventry Machinists' Company blev ett riktigt centrum för berömda fabrikat först inom symaskinsindustrin och senare inom cykelindustrin.
James Starley var farbror till John Kemp Starley, uppfinnaren av säkerhetscykeln.